# Studio Aperto
Studio Aperto (it. Offenes Studio) ist die Nachrichtensendung des Senders Italia 1, die mehrmals täglich ausgestrahlt wird. Die Sendung wurde am 16. Januar 1991 von Emilio Fede mit Beginn des Zweiten Golfkriegs initiiert. Von 2008 bis 2011 wurde die Nachrichtensendung auch auf dem inzwischen eingestellten Sender Mediaset Plus ausgestrahlt. Die Chefredakteurin ist derzeit Anna Broggiato.

## Hintergrund
Studio Aperto gehört zur von Silvio Berlusconi dominierten Mediaset-Gruppe, die fast alle privaten italienischen TV-Sender umfasst. Wegen einseitiger Berichterstattung insbesondere in Wahlkampfzeiten wurde die Gruppe kritisiert. Studio Aperto wurde deswegen von der italienischen Medienregulierungsbehörde im Jahr 2011 zu einer Geldstrafe von 100.000 Euro verurteilt.

## Chefredakteure
- 1991–1993: Emilio Fede
- 1993: Vittorio Corona
- 1993–2000: Paolo Liguori
- 2000–2007: Mario Giordano
- 2007–2009: Giorgio Mulè
- 2009–2010: Mario Giordano
- 2010–2014: Giovanni Toti
- seit 2014: Anna Broggiato